# تراپیست-۱دی
تراپیست-۱دی (انگلیسی: TRAPPIST-1d) که 2MASS J23062928-0502285 d نیز نامیده می‌شود، یک سیاره فراخورشیدی زمین‌سان است که احتمالاً در کمربند حیات ستاره کوتوله فراسرد تراپیست-۱ به گرد آن می‌گردد. این سیاره در فاصله ۴۰ سال نوری (۱۲٫۱ پارسک) از زمین در صورت فلکی دلو قرار دارد. این سیاره با استفاده از روش‌های یافتن سیاره‌های فراخورشیدی که با اندازه‌گیری کاهش نور ستاره هنگام عبور سیاره از جلو آن انجام می‌شود، کشف شد.
با این که این سیاره در ناحیه ی زیست پذیر سامانه ی خود قرار دارد یک تحقیق در دانشگاه واشنگتن به این نتیجه دست یافت که به دلیل یک دوره فعالیت شدید ستاره تراپیست-۱ ممکن  است سیاره تراپیست-۱دی  اقیانوس های احتمالی خود را از دست داده باشند و شرایطی شبیه سیاره ناهید (جوی غلیظ و سمی و بدون امکان زیست ) داشته باشد.